# Pleo

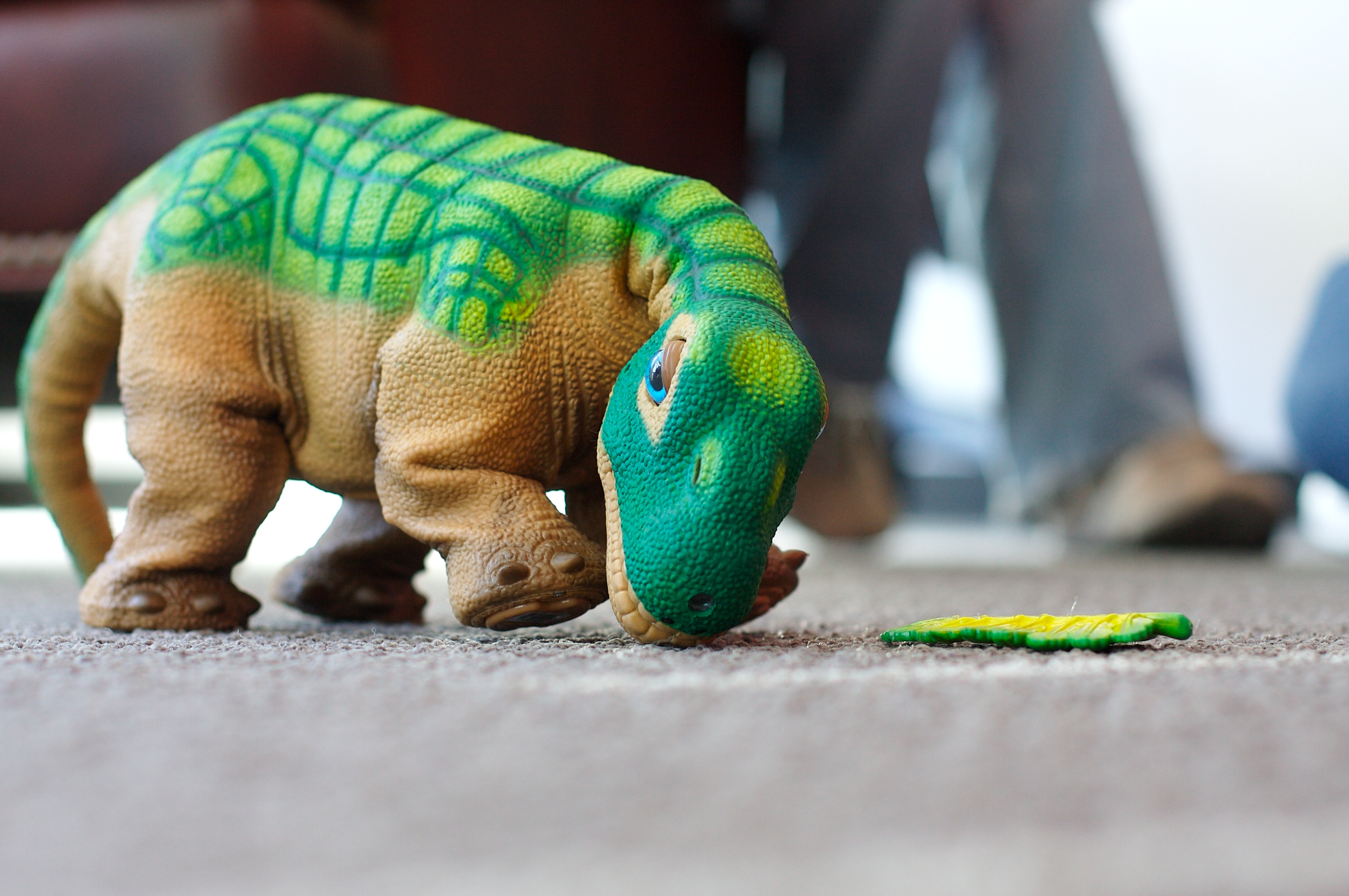
Pleo

Pleo est un robot dinosaure Camarasaurus âgé environ d'une semaine (taille réelle). Ce robot a été créé par Caleb Chung, un des créateurs du robot Furby, et commercialisé par l'entreprise Ugobe.
Le programme fourni avec le robot pourra être mis à jour ou changé par ses utilisateurs, à l'aide d'une carte mémoire SD et d'un port USB.
Ce robot a la particularité d'être programmé de sorte que son caractère soit différent selon son utilisateur. C'est une très grande nouveauté dans le monde de la Robotique. Bob Christopher, le président d'Ugobe, dit même : « Nous ne voulons pas que vous considériez Pleo comme un robot. Notre objectif est de recréer la vie. »
Pleo disparut de la vente lorsqu'Ugobe fit faillite, en avril 2009, puis fut remis sur le marché après le rachat d'Ugobe par Jetta ; cette dernière avait racheté les droits de Pleo quelques mois après la faillite d'Ugobe, et le vend désormais sous la marque Inno (Innvo Labs Corporation)
.
En 2012, Innvo Labs produit le successeur de Pleo : Pleo RB (ReBorn).

## Caractéristiques techniques
- 2 microprocesseurs 32 bits
- 4 sous-processeurs 8 bits
- 14 moteurs
- 100 engrenages
- Système de vision à caméra infrarouge
- 2 microphones
- 8 capteurs dans la peau
- 4 interrupteurs dans les pieds
- Capteur d'inclinaison
- Capteur infrarouge situé dans la bouche pour détecter des aliments
- Port USB
- Émetteur/récepteur infrarouge
- Deux haut-parleurs haute qualité
- Système d'exploitation Ugobe's Life OS

## Émotions
Pleo peut avoir 4 émotions différentes qui sont :
- Joyeux et curieux ;
- Vexé ou honteux ;
- Joueur ;
- Étonné et effrayé.

## Évolution de Pleo
Pleo a été conçu afin d'apprendre au fil du temps. Il apprendra donc à marcher correctement, à l'instar des entraînements proposés par son maître. Il traversera trois phases, qui sont la naissance, l'enfance en bas âge et l'adolescence.

### La naissance
Pleo ouvre ses yeux pour la première fois. Il s'ajuste sur la luminosité et sur le son. Il commence à essayer d'avancer timidement, ce qui a son charme ! Un contact calmant avec lui : c'est tout ce dont il a besoin pour le moment. Cette période qui suit la naissance est assez courte.

### Enfant en bas âge
Pleo a moins peur, contrairement à la période de la naissance. Il commence à explorer ses alentours, à vous gratter le menton et à étudier votre doigt... C'est à ce moment qu'une sorte « d'amitié » commence à se développer entre vous et Pleo.

### L'adolescence
Pleo grandit moralement. Ses explorations lui apportent une certaine « confiance en lui ». 
C'est aussi à ce moment-là que ses émotions sont les plus développées.

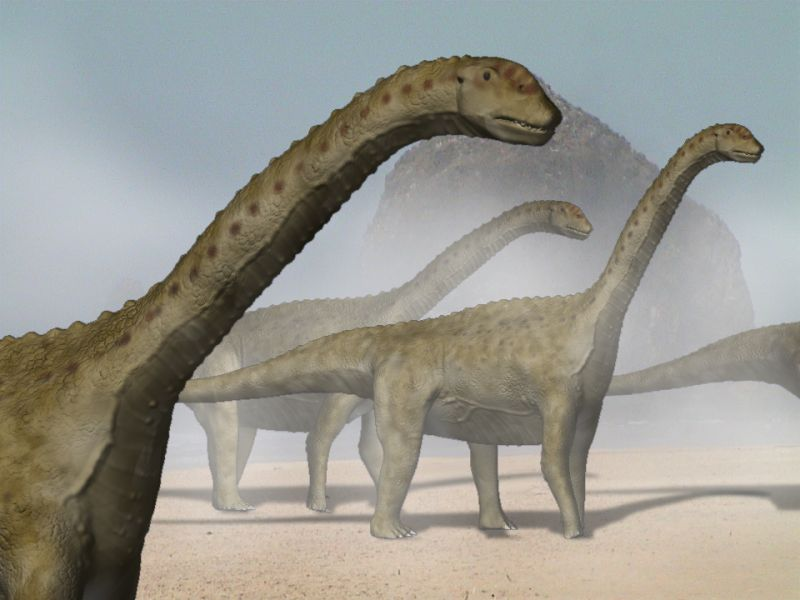
Un Camarasaurus (vue d'artiste)

## Forme de Pleo
Pleo est un bébé dinosaure âgé d'une semaine. C'est un Camarasaurus, sauropode, dont un squelette a été retrouvé dans l'Utah. Ce choix a été fait pour éviter la comparaison avec un animal dont les mœurs sont connues (chien, singe par exemple).